# Djingarey Mamoudou
Djingarey Mamoudou (* 1964) ist ein ehemaliger nigrischer Boxer.
Bei den Olympischen Sommerspielen 1988 in Seoul trat er im Federgewichtsturnier an. Dort unterlag er in seinem Erstrundenkampf dem Polen Tomasz Nowak mit 0:5.